# Рибінський повіт
Рибинський повіт —  адміністративно-територіальна одиниця Ярославської губернії Російської імперії і РРФСР, що існувала в 1777-1929 роках.  Повітове місто — Рибинськ.

## Географія

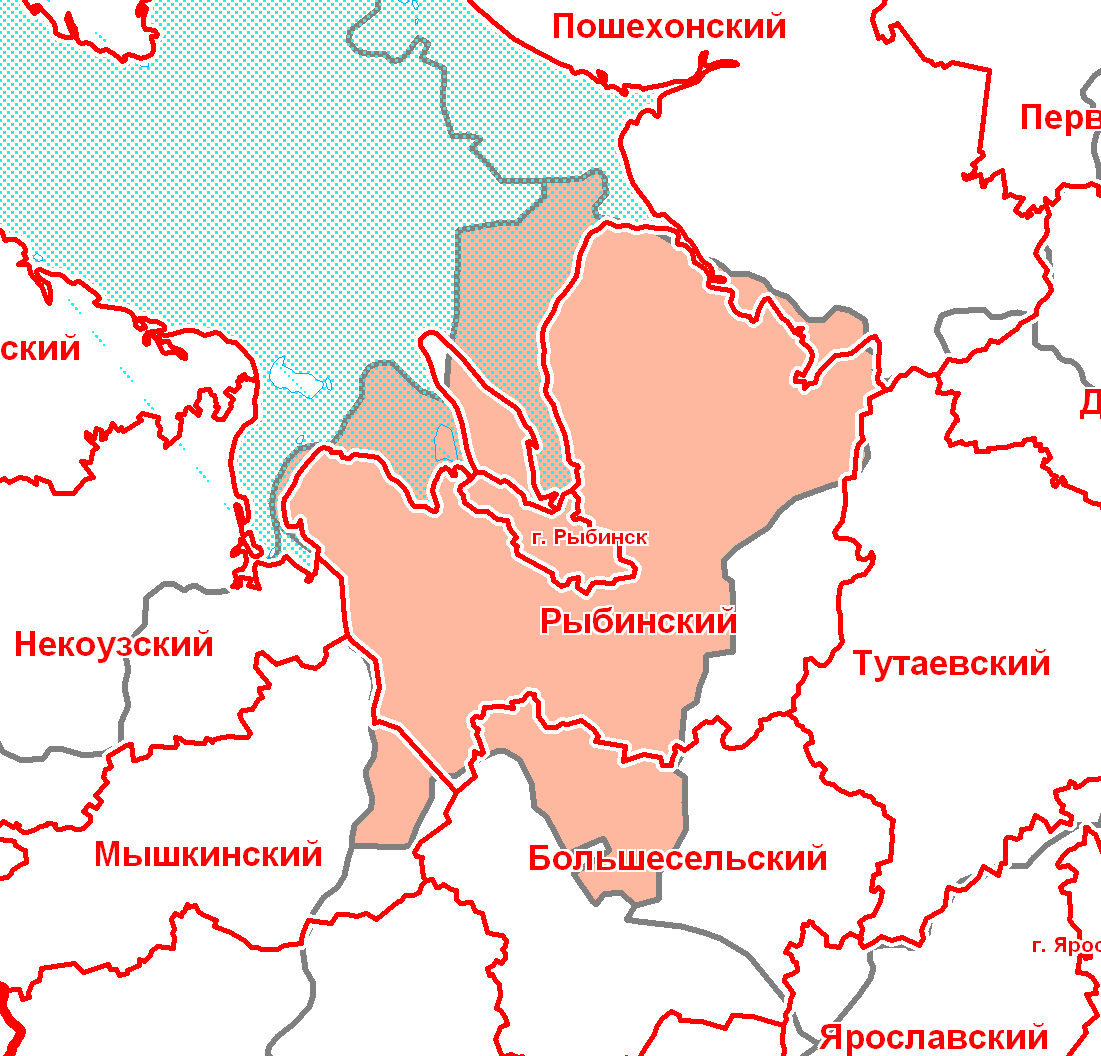
Рибинський повіт в сучасній сітці районів

Рибинський повіт був центральним повітом Ярославської губернії.  На південному заході межував з Мишкінським повітом, на заході - з Мологським, на півночі - з Пошехонським, на півдні - з Угличським. 
Рибинський повіт включав Рибинський район, за винятком східної частини (за лінією Панфілово-Шестовська), що входила в Романовський і Борисоглібський повіти (селище Тихвінське на Волзі входило в Рибинський повіт), південний виступ Пошехонського району (на північ від річки Ухри), північну приволзьку частина Мишкинському району.  Своїм південно-східним виступом він проникав у Великосільський район, доходячи до річки Юхоть. 

## Історія

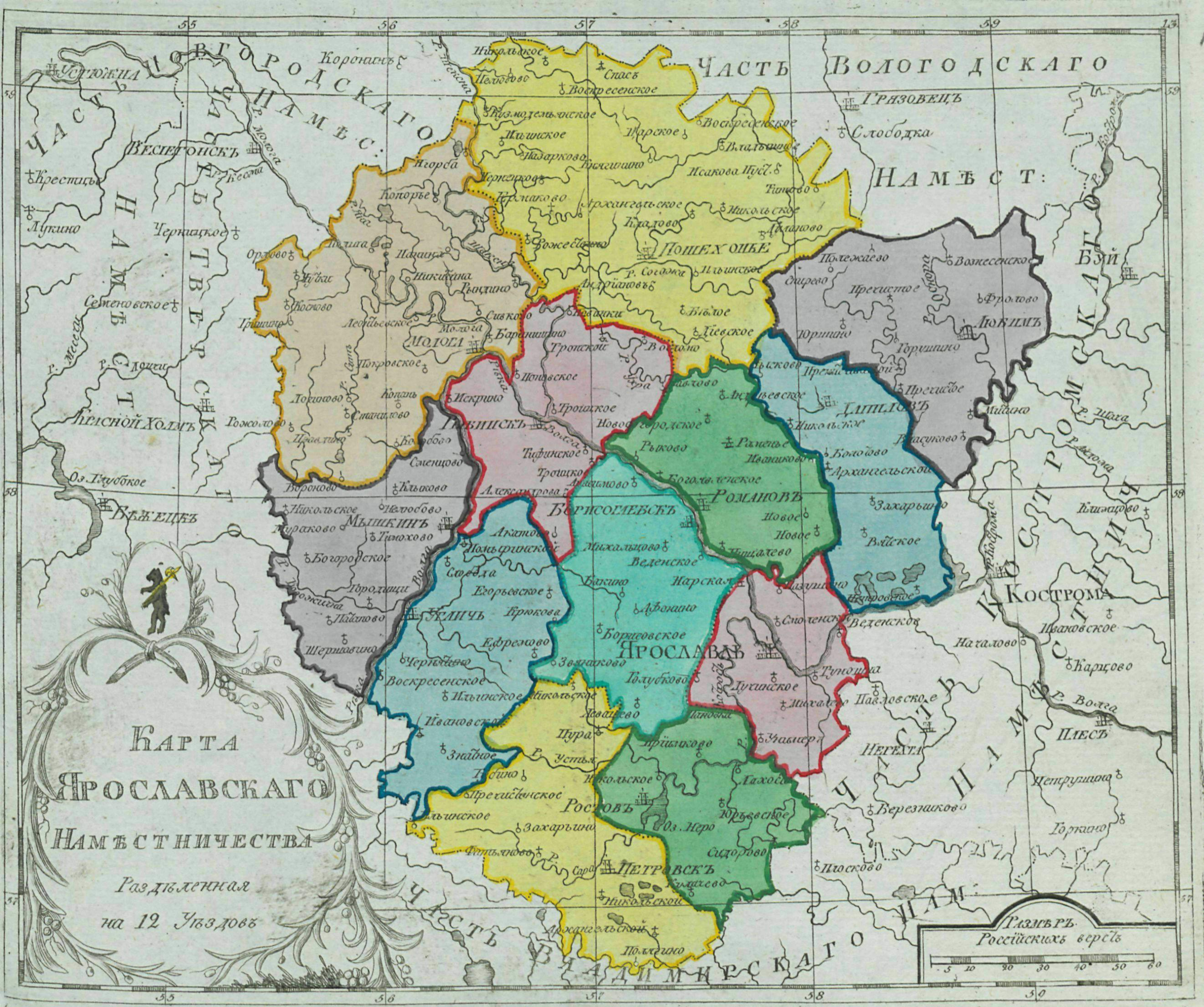
Карта Ярославського намісництва. 1792 рік. Рибинський повіт в центрі

Утворений в 1777 році в складі Ярославського намісництва, з 1796 року в складі Ярославської губернії . 
Найбільшими землевласниками в повіті були дворяни Хомутови, Михалкови, Голохвастови, князі Ухтомськи. 
З 3 лютого 1921 року по 15 лютого 1923 року повіт входив до складу Рибинській губернії. Постановою Президії ВЦВК від 14 листопада 1923 року до Рибинського повіту приєднана більша частина скасованого Мишкінського повіту, північна частина ліквідованого Тутаєвського повіту. 
У 1929 році повіт був розформований, його територія увійшла до складу Рибинського округу Іванівської Промислової області. 

## Населення
За відомостями 1859 року населення повіту становило 73 615 жителів. 
За переписом 1897 року населення повіту становило 92 905 осіб. 
За даними перепису населення 1926 року повіт мав 2128 населених пунктів з населенням 215 419 осіб. 

## Адміністративний поділ
У 1862 році в Рибинському повіті було 10 волостей: Арефінська, Болобанівська, Георгіївська, Глібівська, Івановська, Нижньо-Нікульська, Миколо-Задубровська, Панфілівська, Спаська, Троїцька. 
У 1890 році до складу повіту входило 16 волостей
| № п / п | Волость             | Волосне правління        | Число селищ | Населення |
| ------- | ------------------- | ------------------------ | ----------- | --------- |
| 1       | Арефінська          | д. Арефіне               | 106         | 6169      |
| 2       | Болобанівська       | д. Болотинська           | 46          | 3013      |
| 3       | Георгіївська        | д. Середнєве             | 48          | 3304      |
| 4       | Глібівська          | с. Глібове               | 75          | 4635      |
| 5       | Іванівське          | с. Іванове (Іл`їнське)   | 77          | 3216      |
| 6       | Копрінська          | д. Погорілка             | 51          | 8669      |
| 7       | Нижньо-Нікульске    | с. Нижньо-Нікульське     | 32          | 3231      |
| 8       | Міколо-Задубровська | с. Олександрова Пустинь  | 77          | 2776      |
| 9       | Міколо-Кормська     | с. Мікольське в Кормі    | 97          | 5145      |
| 10      | Міколо-Тропська     | с. Мікольське на Тропі   | 13          | 2280      |
| 11      | Мікольська          | с. Мікольське на Курбіце | 36          | 1 983     |
| 12      | Панфіловська        | с. Панфілове             | 79          | 3021      |
| 13      | Спаська             | д. Хорошилове            | 68          | 4526      |
| 14      | Стрітенська         | с. Стрітення             | 37          | 1810      |
| 15      | Троїцька            | д. Мілюшіне              | 51          | 4036      |
| 16      | Чудіновська         | д. Чудінове              | 33          | 1681      |

У 1923 році в повіті було 10 укрупнених волостей: 
- Арефінська - с.  Арефіне,
- Архангельська - c.  Архангельське,
- Воскресенська - с.  Воскресенське,
- Глібівська - с. Глібове,
- Єлохівська - с.  Александрова Пустинь,
- Мишкінська - м  Мишкін,
- Огарківська - с.  Огарково,
- Пісоченська - с.  Пісочне,
- Рождественська- с.  Рождественське,
- Рибинська - м.  Рибинськ.

## Населені пункти
Найбільші населені пункти за переписом населення 1897 р, жит .: 
- м. Рибинськ - 25 290
- д. Абакумово із фабричним селищем - 2098
- с. Олександрівське - 525